# Kishidaia coreana
Kishidaia coreana är en spindelart som först beskrevs av Paik 1992.  Kishidaia coreana ingår i släktet Kishidaia och familjen plattbuksspindlar. Inga underarter finns listade i Catalogue of Life.